# John Marascalco
John S. Marascalco, né le 27 mars 1931 à Grenada, Mississippi et mort le 5 juillet 2020 à Los Angeles, est un auteur-compositeur américain. Il  co-écrit plusieurs des chansons les plus marquantes du rock 'n' roll des années 1950, étant surtout connu pour les celles qu'il a faites pour Little Richard. Marascalco collabore également avec Harry Nilsson.

## Carrière
John Marascalco est le plus jeune d'une famille de 9 enfants. Après avoir abandonné trois collèges différents, il décroche un emploi de rédacteur publicitaire dans la station de radio WNAG à Grenada. À l'âge de 25 ans, Marascalco décide d'écrire des chansons alors qu'il n'a aucune expérience dans ce domaine. Il propose Rip It Up à Elvis Presley en avril 1955, mais Sam Phillips n'en veut pas. Après avoir entendu Long Tall Sally de Little Richard, il écrit pour lui Ready Teddy. Il se rend à Los Angeles et fait écouter ses morceaux au producteur Robert "Bumps" Blackwell. Celui-ci suggère quelques changements et décide d'enregistrer les deux chansons pour le prochain single de Richard. C'est un succès immédiat, Rip It Up se classant en 1re position du palmarès rhythm and blues. Après cela, Marascalco compose encore 4 titres pour Richard : Good Golly, Miss Molly et She's Got It avec le chanteur, Heeby Jeebies avec Maybelle Jackson et Send Me Some Lovin' avec Leo Price.
Ces tubes de Little Richard font ensuite l'objet de nombreuses reprises. Rip It Up est enregistrée par Bill Haley and His Comets, Elvis Presley, The Everly Brothers, Chuck Berry, Gene Vincent, Wanda Jackson, Buddy Holly, The Shadows, John O'Keefe, Gerry and the Pacemakers, The Beatles, Scotty Moore, Cliff Richard, The Zombies, The Million Dollar Quartet, Ral Donner, Shaun Cassidy, Billy "Crash" Craddock et Los Lobos,. Send Me Some Lovin' est interprétée par The Crickets pour leur premier album de 1957 The "Chirping" Crickets, Sam Cooke et John Lennon. Good Golly, Miss Molly est enregistrée par Jerry Lee Lewis, Creedence Clearwater Revival, Bruce Springsteen, Def Leppard et Status Quo. Reddy Teddy est chantée par Buddy Holly, Elvis Presley et Gene Vincent.
Il écrit les paroles de la chanson Rock 'n' Roll Dance de Lloyd Price qui est, de fait, la première de ses compositions publiée en single sur Specialty Records en mai 1956. Il écrit également (Every Time I Hear) That Mellow Saxophone pour Roy Montrell (repris plus tard par The Stray Cats), Bertha Lou pour Dorsey Burnette, Be my Guest, avec Tommy Boyce, pour Fats Domino et Wouldn't You Know, qui est enregistrée par Billy Lee Riley.
A l'automne 1957, il crée sa propre maison d'édition, Robin Hood Music. Il fonde de nombreux labels indépendants, parmi lesquels Cee-Jam, Bourbon Street, JC, Lola, Tang, T-Bird, Princess, Ruby-Doo et Sabrina Records.
Avec George Motola, il co-écrit la chanson Goodnight My Love interprétée par Jesse Belvin, Ben E. King et Paul Anka. En 1961, Gene Vincent enregistre sa chanson If You Want My Lovin'.
Marascalco est arrangeur sur le morceau instrumental O Sole Mio Rock du groupe de René Hall. Il officie également comme découvreur de talents pour Infinity Records, pour qui il recrute Billy Storm et son hit The Love Theme from El Cid. Il est l'éditeur de nombreuses chansons, dont Wipe Out des Surfaris en 1962. En 1965, il signe avec Jerry Wexler d'Atlantic un partenariat de distribution exclusive pour son propre label Loa Records.

## Chansons de Harry Nilsson
Marascalco rencontre le jeune Harry Nilsson en 1962 par l'intermédiaire de son collègue Scott Turner. Il compose, produit et finance l'enregistrement de Groovy Little Suzy par Nilsson, qui sort en 45 tours en 1964 sur Try Records, sous le pseudonyme de Bo-Pete. La chanson est enregistrée simultanément par Little Richard.
Turner et Marascalco collaborent sur de nouvelles chansons pour Harry Nilsson, telles que I Just Ain't Right et Building Me Up, qui figurent toutes deux sur les albums Nilsson '62: The Debut Sessions et Early Tymes. Marascalco et Nilsson écrivent également des chansons ensemble, dont Baby Baby et Born in Grenada.